# Гай Пантулей Граптиак
Гай Пантулей Граптиак (на гръцки: Παντουλέϊος Γραπτίακος; на латински: Caius Pantuleius Graptiacus) е римски управител на провинция Тракия (legatus Augusti pro praetore Thraciae) по времето на август Марк Аврелий около 172 г.
Името му е известно от два надписа – строителен надпис от Филипопол (дн. Пловдив) и надпис от пътна станция Пизус (дн. с. Димитриево). При неговото управление се изгражда външната крепостна стена на Филипопол след опустошителното нападение на костобоките от 170 г. По-късно, вероятно през 175/176 г. Граптиак е суфектконсул в Рим.